# Lisa Jewell
Lisa Jewell (Londres, 19 de julho de 1968) é uma escritora inglesa dos gêneros chick-lit e thriller. É autora de bestsellers do New York Times e do Sunday Times, incluindo None of This is True (2023). Seus romances venderam mais de 10 milhões de cópias internacionalmente e seu trabalho foi traduzido para vinte e nove idiomas.

## Vida
Jewell nasceu em Londres e frequentou a escola St. Michael's Catholic Grammar School em Finchley, a norte de Londres. Depois do primeiro dia do 11º ano, deixou a escola para fazer um curso de artes na Barnet College, seguido de um diploma em ilustração de moda da Epsom School of Art & Design.
Trabalhou durante vários anos no retalho de moda, nomeadamente na rede extinta Warehouse e na Thomas Pink.
Depois de ser despedida, Jewell aceitou um desafio proposto por uma amiga, Yasmin Boland, para escrever três capítulos de um livro em troca de um jantar no seu restaurante favorito. Esses três capítulos tornaram-se no seu primeiro livro, Ralph's Party, (em Portugal, A Festa de Ralph), que em 1999, foi o romance de estreia mais vendido do Reino Unido.
Em 2008, foi-lhe atribuído o prémio Melissa Nathan Award For Comedy Romance, pelo seu livro 31 Dream Street.
Atualmente, reside em Swiss Cottage, Londres com o seu marido Jascha, e as filhas Amelie Mae (nascida em 2003) e Evie Scarlett (nascida em 2007).

### Obras
- Ralph's Party (1999)
  - A Festa de Ralph (em Portugal, Gradiva, 2000)
- Thirtynothing (2000)
  - Os Trinta e Poucos Anos de Nadine Kite (no Brasil, Record, 2002)
- One Hit Wonder (2001)
  - Os Trinta e Poucos Anos de Nadine Kite (no Brasil, Record, 2003)
- A Friend of the Family (2004)
  - Um Amigo da Família' (no Brasil, Record, 2006)
- Vince and Joy (2005)
- 31 Dream Street (2007)
- Roommates Wanted (2008) – alternative title for 31 Dream Street
- The Truth About Melody Browne (2009)
- After The Party  (2010)
- The Making of Us  (2011)
  - Tempo de Mudanças (no Brasil, Novo Conceito, 2014)
- Before I Met You  (2012)
- The House We Grew Up In (2013)
  - A Casa Onde Crescemos (em Portugal, Topseller, 2016)
- The Third Wife (2014)
  - A Terceira Mulher (em Portugal, Topseller, 2017)
- The Girls (aka The Girls in the Garden) (2015)
- I Found You (2016)
- Then She Was Gone (2017)
- Watching You (2018)
- The Family Upstairs (2019)
  - A Família Perfeita (em Portugal, Planeta, 2023)
  - A Família Perfeita (no Brasil, Intrínseca, 2023)
- Invisible Girl (2020)
- The Night She Disappeared (2021)
  - A Noite em Que Ela Desapareceu (no Brasil, Intrínseca, 2024)
- The Family Remains (2022)
- None of This is True (2023)
  - Nada Disto é Verdade (em Portugal, Planeta, 2024)